# Semi Precious Weapons
I Semi Precious Weapons sono una glam rock band statunitense di New York rappresentata per lo più dal leader cantante Justin Tranter. La band gioca molto sul fatto della loro immagine molto glamour rock, androgina e sulla loro filosofia trasgressiva e perversa.

## Storia
La band è stata formata nel 2006 alla Berklee School of Music dai laureati Tranter, Whittle, Crean e Tasjan. Nel 2007 riescono a far produrre il loro primo album We Love You promosso inizialmente dalle vendite dei gioielli di Tranter, dato che inizialmente le loro prime canzoni erano vendute su internet gratuitamente.
Nel marzo 2008 la band ha firmato un contratto con la Razor & Tie. L'album della band We Love You è stato nuovamente pubblicato sotto questa etichetta il 30 settembre 2008.
Nel novembre 2009 hanno firmato un contratto con la Interscope Records. Dal 27 novembre 2009, sono stati gli ospiti speciali del The Monster Ball Tour di Lady Gaga aprendole il concerto in ogni data.
Il 29 giugno 2010 viene pubblicato il loro secondo album You Love You, accompagnato dai singoli Semi Precious Weapons, Magnetic Baby e Look at Me.

## Formazione

### Formazione attuale
- Justin Tranter - voce
- Stevy Pyne - chitarra
- Cole Whittle - basso
- Dan Crean - batteria

### Ex componenti
- Aaron Lee Tasjan - chitarra

## Discografia

### Album in studio
- We Love You (2008)
- You Love You (2010)
- Aviation (2014)

### EP
- The Precious EP
- The Magnetic EP